# ゼイ・フラワーズ
ゼイビエン・ケボン・フラワーズ（Xavien Kevonn Flowers, 2000年9月11日 - ）は、アメリカ合衆国フロリダ州フォートローダーデール出身のプロアメリカンフットボール選手。NFLのボルチモア・レイブンズに所属している。ポジションはワイドレシーバー。

## 経歴

### カレッジ
ボストンカレッジに進学し、1年目の2019年シーズンに341レシーブ獲得ヤード、3つのレシービングTDを記録した。
2020年シーズン開幕前にはNFL選手のアントニオ・ブラウン、ジーノ・スミスと共にトレーニングを行った。このシーズンは56レシーブ、892レシーブ獲得ヤード、9つのレシービングTDを記録し、オールACCファーストチームに選出された。
2022年シーズンは78レシーブ、1,077レシーブ獲得ヤード、12のレシービングTDを記録し、2年ぶりにオールACCファーストチームに選出された。シーズン終了後、2023年のNFLドラフトにエントリーした。